# Violetta Krajka-Kuźniak
Violetta Katarzyna Krajka-Kuźniak – absolwentka oddziału analityki medycznej, profesor nauk medycznych i nauk o zdrowiu.

## Życiorys
W 1993 ukończyła studia analityki medycznej w Akademii Medycznej w Poznaniu, w 2000 obroniła pracę doktorską, w 2014 habilitowała się na podstawie pracy zatytułowanej Badanie molekularnego mechanizmu indukcji enzymów II fazy przez roślinne związki - potencjalne czynniki chemoprewencyjne. W 2022 uzyskała tytuł profesora nauk medycznych i nauk o zdrowiu.
Pracuje na Uniwersytecie Medycznym im. Karola Marcinkowskiego w Poznaniu.

## Odznaczenia
- Srebrny Krzyż Zasługi (2020)[4]